# Loading
Loading foi uma rede de televisão brasileira sediada  em São Paulo, capital do estado homônimo. Operava no canal 32 (31 UHF digital) e pertence à Loading Entertainment Media, uma startup de propriedade do grupo Kalunga do qual também faz parte a Ideal TV. Lançada em 7 de dezembro de 2020, tinha programação focada em atrações sobre culturas pop e geek, séries, filmes, animações e esports. Encerrou suas produções inéditas em 27 de maio de 2021, exibindo desde então reprises e conteúdo de terceiros.
Sua última transmissão ocorreu em 28 de novembro de 2021, quando foi substituída pela Ideal TV, ocupante anterior de suas concessões, até pendências judiciais relacionadas a estas últimas serem resolvidas.
Com sede na cidade de São Paulo, capital do estado homônimo, a estrutura abrigava o canal Ideal TV, vinculado ao empresário José Roberto Maluf, da Spring Comunicação e atual presidente da Fundação Padre Anchieta, e aos irmãos José Roberto Garcia e Paulo Sérgio Garcia, proprietários da rede de lojas Kalunga. Em dezembro de 2017, Maluf vendeu sua participação para os irmãos Garcia, que já participavam da gestão desde 2014. Em 7 de dezembro de 2020, a estrutura passou a abrigar o canal Loading, transmitido em TV aberta e por retransmissoras, enquanto a Ideal TV continuou operando na parabólica analógica.

## História

### Antecedentes
Em 30 de setembro de 2013, a Abril Radiodifusão encerrou as atividades da MTV Brasil, no ar desde 1990, e devolveu os direitos de uso da marca "MTV" no país à sua detentora, a Viacom, que gerencia o canal original estadunidense. A rede, com transmissão em sinais de TV aberta e fechada, teve sua programação substituída por reprises de programas da Ideal TV, canal que a Abril havia operado entre 2007 e 2009 pela TV paga. Em 18 de dezembro de 2013, o Grupo Abril deu início ao processo de venda da concessão e da estrutura física da MTV Brasil. O processo foi concluído em 20 de dezembro de 2013, quando a primeira parcela foi quitada. A concessão e estrutura física da MTV Brasil foi adquirida por José Roberto Maluf, proprietário da agência de publicidade Spring Comunicação. Em junho de 2014, os irmãos José Roberto Garcia e Paulo Sérgio Garcia, proprietários da Kalunga, tornaram-se sócios de Maluf. Em dezembro de 2017, o controle do canal passa a ser apenas da Kalunga.
A ideia inicial dos novos donos era fazer um canal, com foco em cinema, música, entretenimento e o mundo das celebridades aos moldes do canal norte-americano E!. Entretanto, essa ideia foi maturando ao longo dos anos e, em outubro de 2020, foi anunciado publicamente que o novo projeto - em substituição a Ideal TV - seria um canal de entretenimento com enfoque aos públicos geek, otaku e gamer - com conteúdos de cultura pop, esports, séries, filmes, animes, tokusatsu, dentre outros - denominado Loading. Com Thiago Garcia como CEO, a equipe da emissora já contava com especialistas nas áreas de entretenimento, tecnologia e comportamento jovem. Em uma entrevista, Thiago afirmou que o canal seria uma solução de entretenimento para uma parcela do população brasileira que não tem acesso a esse tipo de conteúdo via streaming.

### Pré-estreia

Representação de um monoscópio com o aviso de "aguarde um momento" exibido durante a programação experimental da Loading como expectativa para o lançamento oficial do canal

Em 2 de dezembro de 2020, a Loading anunciou uma parceria com a Sony Pictures Entertainment para a exibição de mais de cem títulos, entre filmes, séries e animes. Às 19h53 de 3 de dezembro o sinal da Ideal TV é interrompido por alguns segundos, dando lugar a uma imagem inspirada em um cartão de teste de monoscópio com os escritos "please stand by" ("aguarde um momento" em inglês). Por volta das 19h59 a emissora sai do ar definitivamente nas TVs aberta, fechada e via satélite digital, seguindo no satélite analógico Star One C2. Pouco mais de um minuto depois, inicia-se a programação experimental da Loading com a aparição do personagem Mr. 52X no switcher da emissora, que anuncia uma "invasão" ao sinal seguido da exibição do primeiro episódio do anime Saint Seiya: The Lost Canvas com uma contagem regressiva para o lançamento oficial. Após a exibição é posto ao ar o monoscópio, alternando-se com cenas curtas protagonizadas por Mr. 52X e pré-estreias de outras animações que seriam exibidas no canal.[carece de fontes?]
Em 4 de dezembro, três dias antes de sua estreia, a emissora anunciou uma parceria com a Crunchyroll para a exibição de mais de 50 títulos de animes em sua programação, além de realizar dublagens exclusivas.

### Primeiros meses no ar

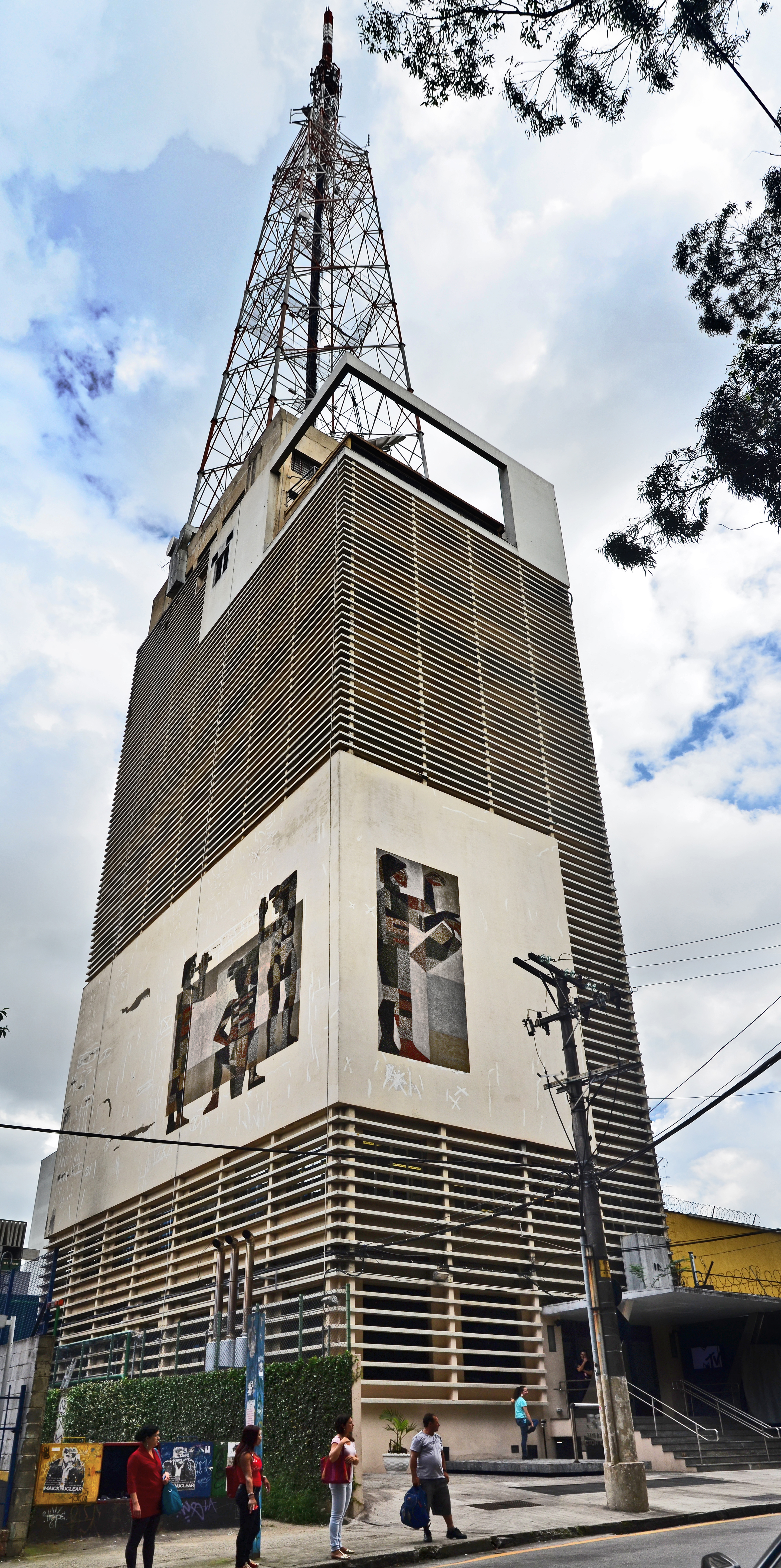
Edifício Victor Civita, antiga sede da Loading

Em 7 de dezembro, às 20h28, após a pré-estreia de um episódio de Transformers: Cyberverse, o personagem "Mr. 52X" aparece se despedindo dos telespectadores com um discurso oferecendo o canal à disposição do público, seguido de uma contagem regressiva contendo todas as atrações. Dois minutos depois, foi ao ar uma edição especial de estreia do programa Multiverso, que abriu definitivamente as transmissões do canal e recebeu todo o seu elenco para apresentar a programação, além de anunciar a parceria com a Funimation para exibição de mais de trinta títulos de animes por meio de um bloco exclusivo. Na mesma noite, também houve a estreia do programa MetaGaming - que foi suspenso após 4 dias e, depois, cancelado - e a transmissão ao vivo da primeira edição da Liga Loading de Esports (LLE) com um torneio do Campeonato Brasileiro de League of Legends (CBLoL), tendo a participação de seis times.
Em janeiro de 2021, um relatório do Kantar IBOPE Media no Painel Nacional da Televisão mostrou que a Loading havia alcançado 10 milhões de telespectadores no período entre 8 de dezembro e 4 de janeiro, conquistando ainda grande repercussão nas redes sociais. Dados do Google Analytics também apontaram que o site da emissora obteve 4,7 milhões de visualizações. Na Região Metropolitana de São Paulo, o canal cresceu 134% na audiência em sua primeira semana no ar, sendo maior parte da contribuição do público jovem entre 25 e 34 anos. As maiores altas da audiência domiciliar ocorrem na faixa entre 7h e 12h (com 173%) e 18h e 1h (com 132%). Ainda segundo o Kantar IBOPE Media, nos primeiros 45 dias no ar, o canal conseguiu números expressivos de audiência na Grande São Paulo, ganhando em alguns horários de emissoras tradicionais da cidade como Rede Brasil, Gazeta, Cultura, RedeTV! e Band.
Em 18 de janeiro, foi anunciado que a Loading fechou acordo com a provedora Garena para transmitir com exclusividade para a TV a Liga Brasileira de Free Fire entre janeiro e abril. No dia 23 de janeiro, a Loading registrou recorde de audiência (PNT) domiciliar, superando duas das principais emissoras abertas. Nos dias 23 e 24 de janeiro, passaram pelo canal 2,9 milhões de pessoas – um incremento de 18% em relação à média de alcance dos quatro finais de semana anteriores. Em 27 de janeiro, a Loading Entertainment Media, responsável pelo canal Loading, anunciou um plano de expansão para aumentar a cobertura do canal em todo o Brasil, ampliando sua presença no mercado de TV por assinatura. A emissora firmou acordos com a Oi para distribuição via DTH, IPTV e Oi Play, e com a Vivo. A Loading contava com cobertura nacional através das operadoras Sky, Oi, Claro DTH e pela transmissão na TV digital aberta.
Em 3 de fevereiro de 2021, a Loading fechou uma parceria com as operadoras Oi e Vivo para a expansão de sinal em todo o país, também através da Claro TV e Sky. Além disso, a emissora firmou um acordo com a plataforma Booyah!, que é ligada ao jogo Free Fire. O motivo do fechamento da parceria foi a transmissão ao vivo da Liga Brasileira de Free Fire, que teve boa audiência.
No dia 19 de fevereiro, o canal exibiu uma premiação mundial de animes ao vivo, as 22 horas. O evento Crunchyroll Anime Awards, teve transmissão nas plataformas digitais da emissora: Facebook, YouTube e Twitch, e pela primeira vez na TV aberta. O anúncio dos vencedores aconteceu durante o programa Mais Geek, tendo duração de uma hora e meia. Em 6 de maio de 2021, o canal anunciou a série de anime Twin Star Exorcists (Sousei no Onmyouji), com estreia legendada a partir de 12 de maio. Em 18 de maio, o canal passou a exibir o anime Schwarzes Marken, com 12 episódios, no bloco Mais Geek, às 21h30.

### Crescimento e novidades
Com a audiência do canal subindo, a Loading anuncia o lançamento de uma nova programação, batizada de Fase 2 em uma referência às fases de um videogame, tendo foco principal em esports e games. No dia 9 de março, é anunciado o MVP - O Melhor do Esport, novo programa de esports do canal - em substituição definitiva ao Metagaming - estreando junto com a nova programação.
No dia da estreia da Fase 2, em 15 de março, devido às restrições de circulação em São Paulo pelo aumento de casos da COVID-19 no estado, todos os programas da emissora passaram a ser produzidos via home office; afetando também a nova atração, que, por isso, ganhou o título provisório de Esquenta MVP.[carece de fontes?]
Com o sucesso da Liga Brasileira de Free Fire (LBFF), chegando a atingir mais de 751 mil acessos no site oficial na transmissão via streaming, o canal anunciou também a transmissão ao vivo do Camplota, que é a versão feminina da LBFF, trazendo uma equipe totalmente composta por mulheres, incluindo narradoras, repórteres e comentaristas. A transmissão tem início no dia 28 de março.
Nos meses de abril e maio, a Loading exibiu os campeonatos PUBG Mobile Pro League Brasil, Spike Series, Desafio dos Comédia, Copa Netenho e Red Bull Campus Clutch.[carece de fontes?]
Em 2021, o canal Loading foi o oitavo mais assistido na TV aberta brasileira, com uma média de 0,17 pontos de audiência e 0,45% de participação no mercado, superando emissoras como a Record News e a TV Aparecida. Em dezembro do mesmo ano, o canal caiu para a nona posição, mantendo-se entre os 10 canais mais assistidos da TV aberta.

### Desistência da Kalunga e fim das atividades
Em 27 de maio, a emissora anunciou a demissão de seus funcionários, incluindo apresentadores, diretores e produtores, encerrando a exibição de programas ao vivo em menos de seis meses no ar. A desistência da Kalunga de investir no canal foi citada como um dos motivos, apesar do crescimento de anunciantes, incluindo a Motorola, Havaianas e Cacau Show. A Kalunga também vive uma grave crise financeira, com dívidas perto dos R$480 milhões. Com o anúncio do fim da programação inédita, o canal passa a exibir apenas reprises de séries e animes na programação. Por volta das 18h, o programa Multiverso não entrou no ar, sendo exibido no seu lugar o telejornal De Olho no Mundo, pegando o público e até mesmo os apresentadores que haviam sido demitidos de surpresa. Os programas seguintes como o Mais Geek também não foram exibidos, sendo substituídos por reprises.[carece de fontes?]
Os ex-funcionários do canal, além de publicarem mensagens de agradecimento ao público e anunciar o fim dos programas nas redes sociais, também realizaram uma reunião horas depois do anúncio da demissão, com transmissão nas plataformas online Discord e Twitch para tirar as dúvidas do público, além de expor algumas situações nos bastidores. No dia 28, o CEO Thiago Garcia, responsável pelas demissões em massa, passou a bloquear os ex-funcionários da emissora e parte da imprensa, após os questionamentos dos mesmos e em seguida, desativou a sua conta no Twitter, devido a pressão do público em relação ao fim da produção ao vivo do canal. Além disso, uma das ex-colaboradoras chegou a afirmar que não houve um posicionamento da emissora em relação a mudança da grade. Chegou a ser especulado um possível arrendamento de horário para a Igreja Universal do Reino de Deus, o que não se concretizou.

### Interesse do Grupo Jovem Pan, cassação das concessões e fim oficial do canal
Após o fim dos programas inéditos, surgiram especulações de venda do canal. Em 6 de julho, sites especializados informaram que as negociações para uma parceria com o Grupo Jovem Pan, que pretendia lançar um canal de televisão jornalístico, estavam sendo concluídas. No entanto, a Quarta Turma do Tribunal Regional Federal da 3ª Região anulou em novembro de 2020, um mês antes da estreia da Loading, a transferência das concessões dos canais de televisão da Abril para a Spring Televisão S.A., razão social da Loading na época (atualmente ID TV S.A.) e pertencente à Kalunga, foi realizada sem autorização do Poder Executivo. Como consequência, a União determinou a realização de nova licitação para as outorgas. A emissora conseguiu se manter no ar por meio de uma liminar de pedido de revisão da condenação pelo Ministério Público Federal (MPF), cedida pela Justiça. Em 19 de agosto, é dada a sentença final de cassação das concessões da Abril e da Spring Televisão S.A. e de devolução da outorga ao Ministério das Comunicações.
Em 26 de novembro de 2021, passa a ser inserido uma nota de rodapé na transmissão da Loading informando que sua programação, até então formada por reprises e pelo telejornal De Olho no Mundo, seria substituída pelos conteúdos da Rede Mundial, emitidos pela Ideal TV, que volta a seus canais abertos. A exibição tem caráter provisório até as questões judiciais envolvendo as concessões pertencentes à Kalunga (Spring Televisão S.A.), que seguem em segredo de Justiça após apresentação de embargos contra a decisão de 19 de agosto, serem resolvidas. A última atração veiculada pela emissora foi o episódio 34 do anime Black Clover e, após um intervalo, de vinhetas  o sinal foi interrompido à meia-noite do dia 28, dando espaço para a programação da Ideal TV.

## Programas
A programação da Loading era focada em atrações sobre cultura pop, esports, filmes, séries, animes, tokusatsu, k-pop, entre outros.

## Controvérsias

### Demissão da equipe de esports
Em 11 de dezembro de 2020, menos de uma semana após a estreia, a Loading passa por sua primeira crise interna com o desligamento de toda a sua equipe de esports, incluindo jornalistas da redação e os apresentadores Barbara Gutierrez e Chandy Teixeira, do programa Metagaming. Os profissionais desligados do canal alegaram em seus perfis nas redes sociais que o motivo seria "desalinhamento editorial", insinuando que teriam sido alvo de "censura". De acordo com reportagem publicada pela The Esports Observer, as reclamações teriam começado devido a insatisfação da direção da Loading com o conteúdo apresentado nas duas primeiras edições do Metagaming. Na estreia, em 7 de dezembro, o programa exibiu uma reportagem investigativa sobre um possível esquema de fraude relacionado a uma campanha de arrecadação de fundos liderada por um jogador no Twitch, chamado de "caso Sparda". Descontente com o material, a direção teria avisado à produção que o objetivo do canal era ser "um lugar alegre, sem assuntos polêmicos". Apesar disso, o programa apresentou em sua segunda edição (em 8 de dezembro, a última que foi ao ar) uma reportagem abordando a saída da equipe Vivo Keyd do Campeonato Brasileiro de League of Legends, apresentando um destaque negativo para a Riot Games, desenvolvedora do evento, devido ao anúncio da empresa Oi (concorrente direta da Vivo) como nova patrocinadora.
Em reação à reportagem, a direção da Loading demitiu o editor-chefe de esports Vicenzzo Mandetta no dia seguinte (10 de dezembro) e reforçou para a equipe a ideia de produzir apenas notícias positivas, seguindo uma "agenda positiva" do canal, proibindo abordagens de assuntos polêmicos ou mesmo reportagens que denunciassem e discutissem sexismo ou discriminação nos esportes eletrônicos. Incomodados com a decisão, a equipe do Metagaming reclamou de censura e enviou à direção uma lista de demandas, cobrando por liberdade de expressão e produção de seu material "com a seriedade que as situações exigissem", exigências que foram rejeitadas. Esta atitude fez com que toda a equipe composta por 12 jornalistas concordasse em pedir demissão no dia seguinte, no entanto, a direção da Loading acabou por antecipar essa decisão e demitiu os profissionais. Após a repercussão do caso na imprensa especializada, a Loading informou em comunicado que o programa Metagaming seria reformulado "devido ao desalinhamento entre o posicionamento da Loading, focado em entretenimento, e o time editorial do programa [...]" e que buscariam "entregar conteúdos que engrandeçam ainda mais o Esports, porém com a linha editorial focada no entretenimento".
No mesmo dia, uma reportagem publicada pelo portal Splash apurou que a Loading ainda não tinha assinado contrato com os profissionais demitidos e com outros que ainda estavam na emissora. A empresa tentou realizar as assinaturas dos contratos, às pressas, para que a rescisão fosse oficializada na sequência, o que foi recusado. Por conta disso, os profissionais ainda não tinham recebido vale-transporte, vale-refeição e plano de saúde. Internamente, a emissora se justifica dizendo que é uma "start-up dando seus primeiros passos" e que não queria que a emissora "batesse em parceiros comerciais". Declarações semelhantes também foram colhidas em matéria da The Esports Observer, onde reportaram dificuldades na produção de material com equipamentos antigos que ainda eram os mesmos usados pela MTV Brasil, "com tecnologia de 20 anos atrás e não depender nem mesmo de um software básico para produção de TV". O texto alega que devido a essa pressão, funcionários chegaram a chorar antes do primeiro Metagaming entrar no ar.
Em solidariedade à equipe de jornalistas, os narradores da Liga Loading de Esports também anunciaram demissão. O programa que seria exibido no dia foi substituído por reprises do Multiverso.

### Condições degradantes de trabalho
Em 16 de agosto de 2021, o Nexo Jornal publicou uma reportagem esmiuçando os bastidores da Loading. De autoria do jornalista Cesar Gaglioni, o texto ouviu ex-funcionários do canal que relataram problemas trabalhistas como falta de contrato, vale-refeição com valor diário baixo, burnout e até mesmo ofertas de vantagens a clientes por parte do diretor comercial do canal, Roberto Kasper Severo, atual diretor de negócios do grupo Porta dos Fundos. A reportagem teve grande repercussão nas redes sociais, consolidando a visão do público acerca da Loading.